# Elachista anatoliensis
Elachista (Dibrachia) anatoliensis – gatunek motyla z rodziny Elachistidae. 

## Budowa zewnętrzna
Charakterystycznie jednorodnie biały, co wyróżnia go z grona innych przedstawicieli podrodzaju Elachista. Inną charakterystyczną cechą jest wąska pierwsza para skrzydeł (4,4-4,9mm). Głaszczki wargowe wynoszą 1,3 średnicy głowy, czułki całkowicie białe.

## Występowanie
Występuje głównie w Grecji, Turcji, Turkmenistanie.